# Vinculinula diehli
Vinculinula diehli is een vlinder uit de familie van de echte spinners (Bombycidae). De wetenschappelijke naam van de soort is voor het eerst geldig gepubliceerd in 1978 door Wolfgang Dierl.